# قانوناً بلوند (موزیکال)
قانوناً بلوند (انگلیسی: Legally Blonde) یک تئاتر موزیکال محصول سال ۲۰۰۷ به ترانه‌سرایی لارنس اوکیفی و نل بنجامین و کتاب موزیکال از هذر هک است. این موزیکال بر پایه رمان قانوناً بلوند به نویسندگی آماندا براون است.